# 挿入キー

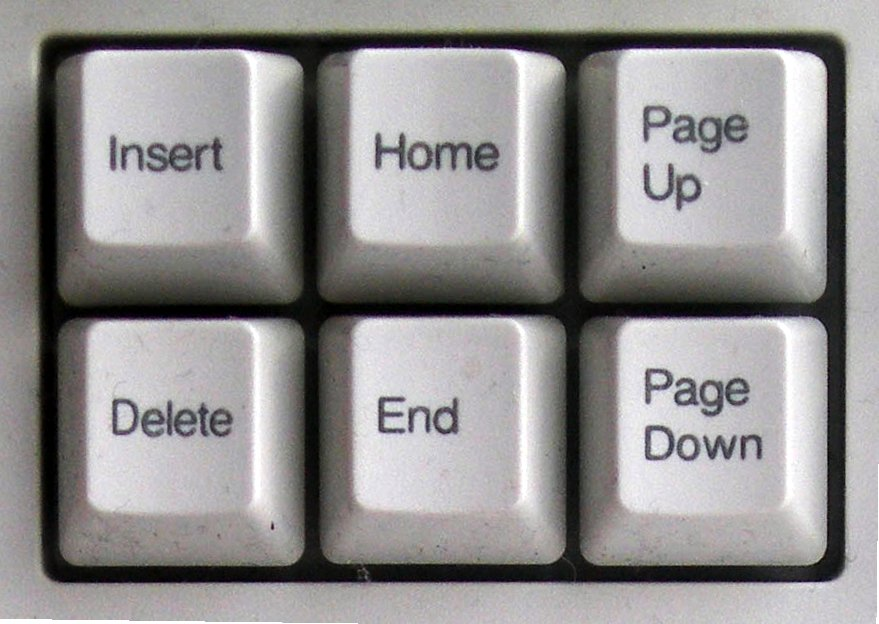
挿入キー（左上のキー）

挿入キー（インサートキー、INSキー、英：Insert key）は、ワードプロセッサーやコンピュータ用のキーボードのキーの一つ。通常は「Insert」、「Ins」、「挿入」などと刻印されており、文字入力時の挿入モードと上書きモードの切替などに使用される。

## 概要
挿入キーを文章やコマンドの入力中に押すことで、挿入モード（インサートモード）と上書きモード（置換モード、リプレースモード）の切替をすることができる。
- 上書きモードでは、既に文字が書かれた位置にカーソルを移動してから文字を入力すると、カーソル位置にあった文字は上書きされて、新しく入力した文字に置き換わる。
- 挿入モードでは、既に文字が書かれた位置にカーソルを移動してから文字を入力すると、カーソル位置にあった文字は上書きされずに、新しく入力した文字の後ろに移動し、それ以降にあった文字も全て後ろに移動する（ずれる）。

古典的なテキストモード環境の多くでは置換モードがデフォルトであったため、最初に挿入キーを押すと挿入モードになった。しかし現在の多くのGUI環境のワープロソフトでは挿入モードがデフォルトとなったため、最初に挿入キーを押すと上書きモードになる場合が多い（後述）。

## 詳細

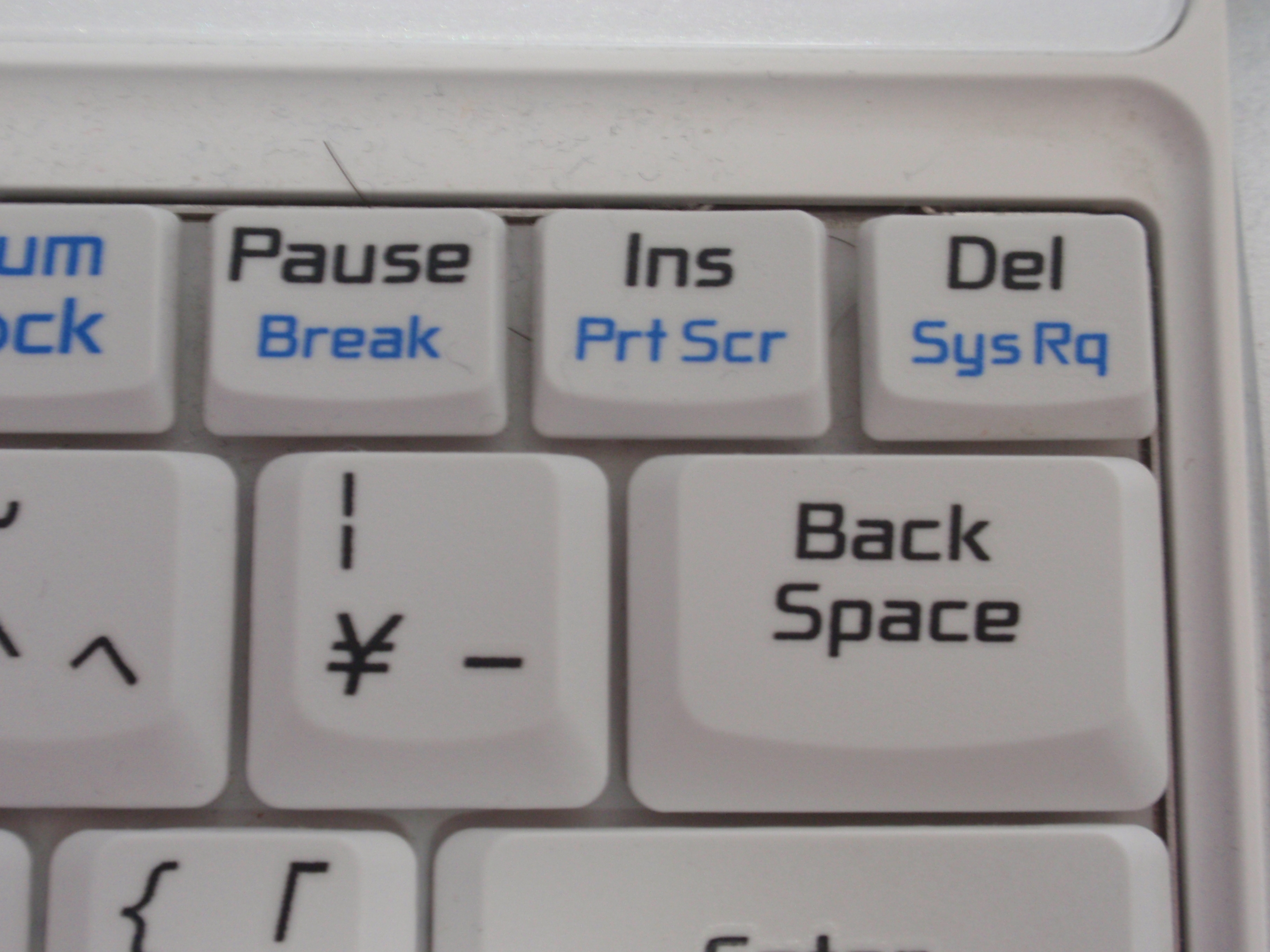
ノートPCの例

ノートパソコンでの挿入キーの位置は、バックスペースの上、ファンクションキーの更に上など、色々である。
初期のパーソナルコンピュータのキーボードでは、挿入キーは存在しないもの、テンキー側にしか無いものもある。PC/AT互換機で現在の位置（逆T字カーソルの上の、6個のキーのうちの左上）となったのは、101キーボード以降である 。
最近のキーボードの中には、挿入キーがテンキー側にしか存在せず、代わりに2倍のサイズの削除キーが置かれたものもある 。
なお「上書きモード」は「重ね書きモード」、「重ね打ちモード」（オーバータイプモード、オーバースクリプトモード、オーバーストライクモード）などとも呼ばれる。

## Macintosh
Macintoshでは挿入キーはHelpキーに名称変更された。通常はHelpキーを押すと、そのアプリケーションソフトウェアのヘルプが表示される。しかしコマンドラインで押すと、互換性確保のため本来の機能で働く。最近のキーボードではFn key（ファンクションキー）に置き換わった。

## 備考
挿入モードと上書きモードでのデフォルトやカーソルの形状は、環境による。古典的なテキストベースのコンピュータ処理環境や端末などの多くでは、上書きモードがデフォルトで、上書きモードでのカーソル形状はブロック（四角）で、上書きされる文字を反転表示する。挿入モードではカーソル形状は通常の下線となる。
現在の一般的なGUI環境の多くでは、挿入モードがデフォルトで、挿入モードでのカーソル形状は縦線である。Microsoft Wordなどのワープロソフトの多くでは、上書きモードでもカーソル形状は縦線のままで変化せず、代わりにステータスバーの "OVR" インジケーターがハイライト表示になる。OpenOffice.orgやいくつかのテキストエディタでは、古典的なテキストベース環境と同じように、上書きモードでのカーソル形状はブロック（四角）の反転表示に変化する。
Microsoft Windowsやいくつかのアプリケーションソフトウェアでは、挿入キーを使用した以下のショートカットキーが使用できる。
- Ctrl + 挿入(Ins) : コピー（Ctrl+C と同じ）
- Shift + 挿入(Ins) : ペースト（Ctrl+V と同じ）

この動作はSAAのCUAに由来している（WindowsではWindows 3.0はCUA準拠で、Macintosh風のショートカットキーが主流になったのはWindows 3.1からである）。